# Солёновская
Солёновская (Старо-Солёновская) — упразднённая станица в Ростовской области России. Входила в состав Красноярского сельсовета городского округа Волгодонск. В 2004 году станица была включена в состав города Волгодонска.

## География
Станица расположена на правом берегу Сухо-Солёновской балки, со стороны новой части города Волгодонска. До начала строительства Цимлянской ГЭС в 1949 году находилась на правом берегу реки Солёная, рядом с местом её впадения в реку Дон.

## История
В 1949 году, в связи с началом строительства Цимлянской ГЭС было принято решение о переселении жителей станицы на новое место. Территория станицы не попадала в зону затопления Цимлянского водохранилища, однако она находилась в месте, где должны были развернутся строительные работы по намыванию земляной дамбы водохранилища. Новое место для размещения станицы было выбрано на правом берегу Сухо-Солёновской балки, в семи километрах юго-восточнее от прежнего места.
В мае 1948 года начался подготовительный этап строительства гидроузла, в это же время начались работы по разборке и перевозке домов из станицы Соленовской на склоны Сухо-Солёновской балки. Так же на новое место в станицу Соленовскую переселялись жители хуторов Лог и Рынок Солёновский.
На месте, где ранее находилась станица, в 1949 году был построен рабочий посёлок Ново-Солёновский, а станица Солёновская после переселения была переименована в «Старо-Солёновскую».
В 1973 году на правом берегу Сухо-Солёновской балки началось строительство новой части города Волгодонска. Согласно утверждённому генеральному плану новой части города, станица Солёновская подлежала постепенному сносу и застройки её территории жилыми районами города. В 1970-х — 1980-х годах станица частично была снесена и застроена многоэтажными домами.
В 2004 году станица Соленовская была включена в состав горда Волгодонска. После включения в состав города, в Солёновской переименованы некоторые улицы, так как они повторяли названия улиц Волгодонска, в частности улица Советская стала меноваться Главной, улица Черникова — 1-й Черникова, переулок Октябрьский — Ноябрьским.

## Население
| 1989 | 2002  |
| ---- | ----- |
| 2064 | ↗2084 |

## Транспорт
В 2008 году пущен общественный транспорт — маршрутное такси № 26, в 2015 году в станицу в час пик начало ходить маршрутное такси № 52.

## Фотогалерея

Братская могила на улице Главной.
Праздник в Солёновской.
Вид станицы Солёновской.